# Gorgone phaeocycla
Gorgone phaeocycla är en fjärilsart som beskrevs av Achille Guenée 1852. Gorgone phaeocycla ingår i släktet Gorgone och familjen nattflyn. Inga underarter finns listade i Catalogue of Life.